# Северная Салтовка
Се́верная Са́лтовка (укр. Північна Салтівка) — местность на северо-востоке города Харькова. Часть Салтовского жилого массива. Одна из самых густонаселённых частей города. Относится к Киевскому и Салтовскому административным районам Харькова.
В 2022 году в ходе вторжения России на Украину Северная Салтовка сильно пострадала от российских бомбёжек.

## География
Район состоит из пяти микрорайонов и некласифицированного участка (территории Салтовского трамвайного депо):
- Северная-2
- Северная-3
- Северная-4
- Северная-5
- Северная-1 или «Родники»  (укр. Джерела)  или "Копейка"

Районы поделены улицами Леся Сердюка, Гвардейцев Широнинцев, Натальи Ужвий, Метростроителей, Дружбы Народов и Родниковая. Улица Леся Сердюка является продолжением одной из основных магистралей Салтовки и Харькова в целом — улицы Академика Павлова. Она, также соединяет Харьков с Циркунами.
По Северной Салтовке также течёт Манжосов ручей, один из левых притоков Харькова. Через него близ улицы Метростроителей проложена дамба.
На границе Северной Салтовки и Большой Даниловки находится район Пески и 15-е городское кладбище (Харьков).

## История
Северная Салтовка — один из самых молодых районов Харькова. Он был отстроен в течение 1984—1993 годов. Застроена типичными 9-, 12- и 16-этажными панельными домами. Почвы этого района довольно плывунны и размыты, поэтому на возведение этого жилого квартала потребовалось больше средств, чем на возведение схожих. Кроме того, при строительстве были сняты верхние слои плодородной почвы, поэтому на окраинах района наблюдаются небольшие сдвиги грунта.
Нумерация домов на улице Дружбы Народов начинается с 200, так как во времена СССР, по плану, она должна была соединять Северную Салтовку с поселком Жуковского, но после распада Союза проект забросили.
В 2022 году в ходе вторжения России на Украину Северная Салтовка очень сильно пострадала от российских обстрелов, так как российская армия подходила к городу с севера и востока. Это наиболее пострадавшая от войны часть Харькова. По данным городских властей, повреждения получили все её дома.

## Инфраструктура

### Образование, медицина и отдых
На территории Северной Салтовки функционирует пять школ, восемь детских садов, большая районная поликлиника № 10, а также филиал детской поликлиники № 23. Также в 2012 году был построен парк вдоль Манжосовки. По уровню удобства и комфорта парк «Манжосов Яр» стоит рядом с Саржиным.

### Транспорт
Северная Салтовка является крупным транспортным узлом. По её улицам курсируют 5 троллейбусов: 31, 35, 42, 47 и 48 (с автономным питанием); а также 5 автобусов: 55, 107, 206, 247 и 259. Здесь расположены две конечные остановки, а улица Гвардейцев-Широнинцев (центральная улица района) является одной из длиннейших и наиболее загруженых улиц города. Планируется также продление Салтовской линии метрополитена на Северную Салтовку с помощью строительства новой станции «Дружбы народов», платформа которой должна располагаться под перекрестком улиц Дружбы Народов и Леся Сердюка. До сих пор район не имеет соединения с Харьковской подземкой, но маршруты 47 и 48 курсируют к ближайшей станции метро «Героев Труда».
Также на территории района размещено Салтовское трамвайное депо — одно из крупнейших электрифицированных депо в СНГ. Ежедневный пассажиропоток составляет примерно 25 000 пассажиров, большая часть которых приходится на троллейбусные маршруты.

## Церкви
- Православный храм Георгия Победоносца в МЖК «Интернационалист».
- Католический костёл Викентия де Поля в стиле модернизм.

## Памятники
- В Северной Салтовке расположен памятник героям Чернобыля. Его автором является Сейфаддин Гурбанов[11].

## В культуре
- В период с 1991 по 1994 здесь записывал свои песни Александр Чернецкий и его группа «Разные люди»